# Perea

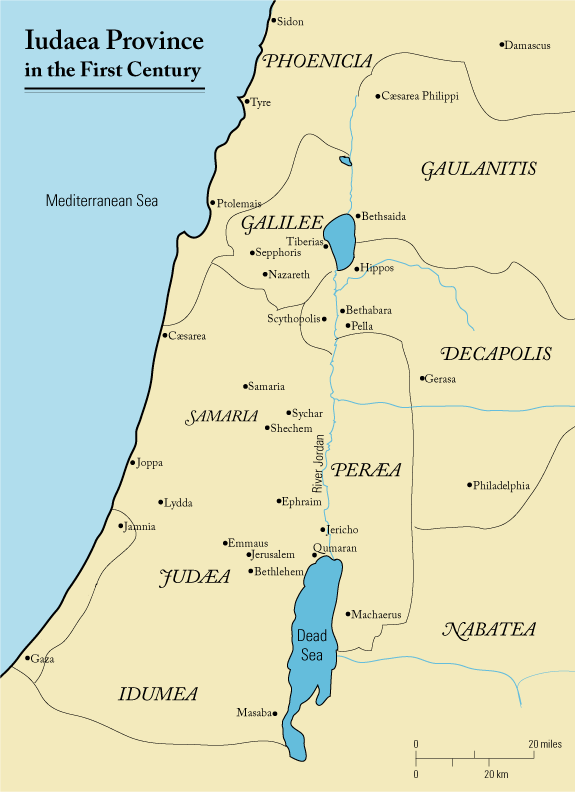
Perea i el seu entorn en el segle I

Perea (en llatí Peraea, en grec antic Περαία) és el nom donat pels israelites a la regió a l'est del Jordà entre el llac Tiberíades i la mar Morta.
Les ciutats principals van ser Amathus i Betharamphtha. Els límits eren entre la ciutat de Pel·la al nord, la de Filadelfia a l'est, Moab al sud, i el Jordà a l'oest.
Els cananeus la van dominar fins al segle xiv aC quan va passar a Ammon. Al segle xiii aC va passar al rei cananeu Sihon d'Hesbon però al segle següent se'n van apoderar els israelites. Va pertànyer a Israel fins a la meitat del segle ix aC quan els ammonites la van tornar a ocupar.
Els macabeus la van recuperar cap a l'any 160 aC. El 63 aC va passar a Roma. El 4 aC un esclau d'Herodes el Gran, Simó, es va apoderar de la regió i va reclamar el títol reial del seu senyor difunt; però els romans van dominar la revolta. Herodes Antipas, tetrarca de Galilea la va posseir fins al 39, i tot seguit va passar a Herodes I Agripa de Batanea, que va reunir Batanea i Galilea fins al 44. Després va tornar a ser possessió directa romana.